# Antoine Loubière
Antoine Loubière (26 de febrer de 1988, Bordeus) és un jugador de rugbi a XV francès que ocupa la posició de tercera línia centre i segona Línia a l'equip de l'USAP (1,99 m i 107 kg). Milità a l'USOS Colomiers fins a 2007 i des de 2007 a la USAP (juvenil). Participa en la Copa del Món sub-19 a Belfast, l'abril de 2007. Fou campió de França 2006-2007 de la categoria Crabos, amb el club de Colomiers; i campió de França UFOLEP de la categoria mínims, amb el club de Colomiers.